# Анна Марія Андерс
А́нна Марі́я А́ндерс (пол. Anna Maria Anders; нар. 22 листопада 1950, Лондон, Велика Британія) — громадська і політична діячка, активістка польської діаспори, сенатор IX скликання від партії «Право і справедливість» (2016—2019)), посол Польщі в Італії (2019—2024).

## Життєпис
Народилась в сім'ї генерала Владислава Андерса та акторки Ірени Андерс (сценічне ім'я — Рената Богданська) у 1950 році в Лондоні.
У 1973 році з відзнакою закінчила факультет римської філології у університеті Бристоля, в 1992 році здобула ступінь MBA у Бостонському університеті.
Працювала у департаменті комунікацій ЮНЕСКО в Парижі, потім к компаніях, що займалися нафтою і нерухомістю.
15 січня 2016 року була призначена держсекретарем в канцелярії прем'єр-міністра Польщі та його повноважним представником з міжнародного діалогу.
У 2016 році стала кандидатом від партії «Право і справедливість» на додаткових виборах до Сенату. В результаті голосування 6 березня 2016 року отримала мандат сенатора, зібравши 30 661 голос (47,26 %). Склала присягу 9 березня 2016 року.
З 2016 року представляла Польщу на Всесвітньому форумі «Жінки в парламентах» (англ. Women in Parliaments Global Forum) — організації жінок-парламентаріїв, що підтримує розширення участі жінок у політиці та просуває рівноправ'я жінок у всьому світі.
В червні 2019 року склала з себе повноваження державного секретаря, а в кінці серпня того ж року відмовилась від свого сенатського мандату, у зв'язку з планованим призначенням послом Польщі в Італії.
В серпні 2019 року була призначена послом Польщі в Італії, також отримала акредитацію в Сан-Марино. Звільнена з посади посла у 2024 році.

## Нагороди та почесні титули
- Золотий Хрест Заслуги (2014)[5][6];
- Медаль 100-річчя створення Генерального штабу Польської армії (2018)[7].
- Почесний член Союзу офіцерів запасу Республіки Польща з 2015 року[2].
- Знак пошани «Хрест пам'яті стежки надії»[pl] (2022)
- Почесний знак «За заслуги перед польською діаспорою та поляками за кордоном»[pl] (2023).